# Antillophos roseatus
Antillophos roseatus là một loài ốc biển, là động vật thân mềm chân bụng sống ở biển trong họ Buccinidae.

## Phân bố
Chúng phân bố ở Biển Đỏ, Nam Phi, vùng bể Mascarene, Philippines và Úc.